# Heartwork (álbum de The Used)
Heartwork es el octavo álbum de estudio de la banda de rock alternativo The Used. Fue lanzado el 24 de abril de 2020 por el sello discográfico Big Noise. El álbum fue producido por John Feldmann.
Heartwork es el primer álbum que cuentan con el guitarrista Joey Bradford quien reemplazo a Justin Shekoski tras salirse de la banda en marzo de 2018.

## Lanzamiento
El 6 de diciembre de 2019, «Blow Me», fue lanzado como su primer sencillo del álbum con un video musical.
El 7 de febrero de 2020, "Paradise Lost, a poem by John Milton" fue lanzado como el segundo sencillo del álbum con un video musical.

## Lista de canciones
| N.º | Título                                 | Duración |  |
| 1.  | «Paradise Lost, a poem by John Milton» | 2:47     |  |
| 2.  | «Blow Me» (con Jason Aalon Butler)     | 3:20     |  |
| 3.  | «Big, Wanna Be»                        | 3:30     |  |
| 4.  | «Bloody Nose»                          | 3:04     |  |
| 5.  | «Wow, I Hate This Song»                | 2:56     |  |
| 6.  | «My Cocoon»                            | 1:00     |  |
| 7.  | «Cathedral Bell»                       | 3:04     |  |
| 8.  | «1984 (Infinite Jest)»                 | 2:44     |  |
| 9.  | «Gravity's Rainbow»                    | 4:14     |  |
| 10. | «Clean Cut Heals»                      | 2:51     |  |
| 11. | «Heartwork»                            | 1:22     |  |
| 12. | «The Lighthouse» (con Mark Hoppus)     | 2:51     |  |
| 13. | «Obvious Blasé» (con Travis Barker)    | 2:52     |  |
| 14. | «The Lottery» (con Caleb Shomo)        | 2:44     |  |
| 15. | «Darkness Bleeds, FOTF»                | 4:01     |  |
| 16. | «To Feel Something»                    | 2:56     |  |

## Personal
| The Used - Bert McCracken – voces. - Joey Bradford – guitarras, coros. - Jeph Howard – bajo, coros. - Dan Whitesides – batería, percusión, coros. Producción - John Feldmann – producción, mezcla, arreglos de cuerdas. - Dylan McLean – ingeniero de sonido, producción adicional. - Scot Stewart – ingeniero de sonido, producción adicional, mezcla, composición (pista 6). - Jacob Magness – asistente de ingeniero de sonido. - Josh Thornberry – asistente de ingeniero de sonido. - Michael Bono – asistente de ingeniero de sonido. - Dave Kutch – masterización. - Cam Rackam – dirección de arte, cover. - Damien Lawson – diseño adicional. | Músicos adicionales - Jason Aalon Butler – composición, voz (pista 2). - Mark Hoppus – composición, voz (pista 12). - Travis Barker – composición, voz (pista 13). - Caleb Shomo – composición, voz (pista 14). - Evan Bogart – composición (pista 1). - Nick Furlong – composición (pista 2). - Nick Anderson – composición (pista 4). - Rachel West – composición (pista 5 y 9). - Simon Wilcox – composición (pista 7 y 10). - Lee Anna McCollum – composición (pista 8). - PJ Bianco – composición (pista 8). - Lil Aaron – composición (pista 9). - JP Clark – composición (pista 13). - Fiona Bevan – composición (pista 15). - Phem – composición (pista 16). |

## Charts
| Chart (2020)                            | Posición |
| --------------------------------------- | -------- |
| Estados Unidos (Billboard 200)          | 87       |
| Estados Unidos (Top Alternative Albums) | 4        |
| Estados Unidos (Top Hard Rock Albums)   | 4        |
| Estados Unidos (Top Rock Albums)        | 11       |